# Parafia św. Jadwigi w Ząbkowicach Śląskich
Parafia św. Jadwigi w Ząbkowicach Śląskich znajduje się w dekanacie Ząbkowice Śląskie - Południe w diecezji świdnickiej. Była erygowana w 1208 r. Jej proboszczem jest ks. Sławomir Białobrzeski.